# Concerto pour hautbois en ré mineur de Marcello
Pour les articles homonymes, voir Concerto pour hautbois (homonymie).

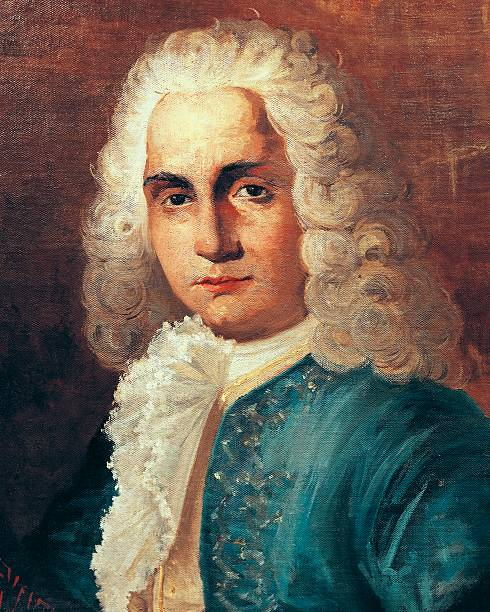
Alessandro Marcello

Le Concerto pour hautbois et cordes en ré mineur d'Alessandro Marcello fut composé au début des années 1700 (probablement 1708) et devint l'une de ses œuvres les plus connues grâce à la transcription pour clavecin seul également en ré mineur (Concerto BWV 974) de Jean-Sébastien Bach. C'est aussi l'un des concertos pour hautbois les plus joués. Dans le passé, et encore aujourd'hui, il a été attribué par erreur à son frère Benedetto Marcello et à Antonio Vivaldi. 
L'exécution du concerto dure une dizaine de minutes.

## Structure
L'œuvre se compose de trois mouvements :
| Mouvement | Type               | Tonalité | Mesure | Notes                                            | Extrait de partition |
| --------- | ------------------ | -------- | ------ | ------------------------------------------------ | -------------------- |
| I         | Andante e spiccato | Ré m.    | 4/4    | spiccato : détaché, sautillé.                    |                      |
| II        | Adagio             | Ré m.    | 3/4    | l'un des plus joués du répertoire hautboïstique. |                      |
| III       | Presto             | Ré m.    | 3/8    | presto : rapide, détaché                         |                      |

## L'Adagio
Il existe deux versions de l'Adagio, toutes deux jouées aujourd'hui : l'une reprend la version originale d'Alessandro Marcello, n'ajoutant que quelques ornements, l'autre se fonde sur la transcription pour clavecin écrite par Jean-Sébastien Bach dont l'ornementation est l'une des plus réussies de la période baroque, véritable cas d'école exemplaire, l'une des références en la matière. Cette version est aujourd'hui la plus connue et a beaucoup fait pour la gloire posthume de Marcello. Par exemple, c'est cette version que l'on retrouve en leit-motiv dans la bande-son du film Ondine de Christian Petzold en 2020.
La musique de Michel Colombier du célèbre générique d'Antenne 2 Bonhommes volants de Jean-Michel Folon est librement inspirée de cet adagio.
Cette même transcription de l’Adagio par Bach a été adaptée par le compositeur américain John Williams pour la bande-son du film semi-autobiographique de Steven Spielberg, The Fabelmans, sorti en 2022, où elle est jouée au piano par Mitzi, la mère du narrateur.